# Marcel Haščák
Marcel Haščák (ur. 3 lutego 1987 w Popradzie) – słowacki hokeista, reprezentant Słowacji, olimpijczyk.

## Kariera
- HK Poprad U18 (2004-2005)
- HK Poprad U20 (2005-2007)
- HK Poprad (2005-2010)
- HC Košice (2010-2013)
  -  HC 46 Bardejov (2011)
- Dinamo Ryga (2013-2014)
- Amur Chabarowsk (2014-2015)
- HC Energie Karlowe Wary (2015-2016)
- HC Kometa Brno (2016-2018)
- HC Košice (2018-2020)
- HK Poprad (2020-2021)
- HC Kometa Brno (2021)
- Slovan Bratysława (2021-2023)
- Rouen Hockey Élite 76 (2023-)

Wychowanek HK Poprad. Od maja 2010 przez trzy sezony grał w klubie HC Košice. Od sierpnia 2013 zawodnik łotewskiego klubu Dinamo Ryga. Od maja 2014 zawodnik klubu Amur Chabarowsk, związany dwuletnim kontraktem. Zwolniony pod koniec lutego 2015. Od lipca 2015 zawodnik HC Energie Karlowe Wary. Od maja 2016 zawodnik Komety Brno. Na początku sierpnia 2018 ponownie został hokeistą klubu z Koszyc. W sierpniu 2020 ponownie został graczem HK Poprad. Od maja 2021 ponownie zaangażowany przez Kometę Brno. Od listopada 2021 do lipca 2023 był graczem Slovana Bratysława. W sierpniu 2023 przszedł do francuskiego Rouen.
Uczestniczył w turniejach mistrzostw świata edycji 2012, 2013, 2014, 2017, 2018 oraz zimowych igrzysk olimpijskich 2018.

## Sukcesy
Reprezentacyjne
- Srebrny medal mistrzostw świata: 2012

Klubowe
- Srebrny medal mistrzostw Słowacji: 2006 z HK Poprad, 2012, 2013 z HC Koszyce
- Złoty medal mistrzostw Słowacji: 2011 z HC Koszyce
- Złoty medal mistrzostw Czech: 2017 z Kometą Brno

Indywidualne
- Ekstraliga słowacka w hokeju na lodzie (2012/2013):
  - Drugie miejsce w klasyfikacji strzelców w sezonie zasadniczym: 31 goli
  - Czwarte miejsce w klasyfikacji kanadyjskiej w sezonie zasadniczym: 64 punkty
  - Pierwsze miejsce w klasyfikacji asystentów w fazie play-off: 13 asyst
  - Trzecie miejsce w klasyfikacji kanadyjskiej w fazie play-off: 17 punktów
- Ekstraliga słowacka w hokeju na lodzie (2012/2013):
  - Skład gwiazd[12]
- Ekstraliga słowacka w hokeju na lodzie (2019/2020)[13]:
  - Pierwsze miejsce w klasyfikacji strzelców: 33 gole
  - Pierwsze miejsce w klasyfikacji kanadyjskiej: 55 punktów